# Paddy Barnes
Patrick "Paddy" Barnes född 9 april 1987 i Belfast, Nordirland, Storbritannien, är en irländsk amatörboxare. Han representerade Irland i lätt flugvikt-kategorin i OS 2008 i Peking, där han vann Irlands första medalj som var bronsmedalj. Barnes representerade Holy Family ABC i Belfast och vann Ulster 2005-2007. I VM i amatörboxning 2007 i Chicago missade han bronsmedaljen efter att ha blivit besegrad av kinesen Zou Shiming i kvartsfinalen.